# オーモン区
オーモン区（オーモンく、ベトナム語：Quận Ô Môn / 郡烏門）は、ベトナム社会主義共和国のカントー市に存在する区 (郡)。面積は125 km²、人口は164,234人（2016年）である。

## 行政
オーモン区は7の坊を管轄している。
- チャウヴァンリエム（Châu Văn Liêm / 周文廉）
- ロンフン（Long Hưng / 隆興）
- フオックトイ（Phước Thới / 福泰）
- トイアン（Thới An / 泰安）
- トイホア（Thới Hòa / 泰和）
- トイロン（Thới Long / 泰隆）
- チュオンラック（Trường Lạc / 長樂）